# 花音うらら
花音 うらら（かのん うらら、2000年11月11日 - ）は、日本のAV女優、歌手、バーレスク東京のダンサー。AV女優としてはライフプロモーション所属。

## 略歴
2020年1月にAVデビュー。事務所応募のきっかけは、イタリア人監督によるポルノスターをモチーフにしたドキュメンタリーを見て、ポルノスターになりたいと思ったこと。監督にメールを直接送り、写真を送ってくれと返信が来たものの、自分でヌードを撮るのは恥ずかしかったため、後述の桃乃木の所属事務所であるライフプロモーションに応募。ポルノスターになるためにヌード写真を撮りたいと直訴した。AVに興味を抱いたきっかけは事務所の先輩の桃乃木かなで、18歳になり初めて見たAVも桃乃木かなの作品だった。
新型コロナウイルス感染拡大の中でデビューしたため、初のファンイベントは同年4月の電話イベントとなった。
2020年5月、「新人」×「美少女」AV再生回数ランキング第1位（サイゾー調べ）。
2020年6月19日、講談社・ミスiD2021にエントリー。カメラテスト進出。同年10月3日、セミファイナリスト進出。11月20日、ミスiDファイナリスト進出。
2021年3月、出演した『純潔ロリィタと性交』が週刊プレイボーイ選定「2021年エロデミー賞」衣装デザイン賞を受賞。2021年4月11日、ミスiD2021ニュージェネレーションポルノスター賞受賞。
2021年8月4日、オトトイとレコチョク限定配信で西中島きなこプロデュースにより配信楽曲『うららか』で歌手デビュー。
同年8月14日より同じ事務所の友人であるもなみ鈴との合同トークイベント「もなみんとうららんの秘密の部屋」を開催。
2022年1月15日、ロフトプラスワンウエストにて開催された西中島きなこ主催のイベント「ウエスト祭」にライブ出演。
2022年3月14日、バーレスク東京第9回最終オーディションに参加。25日に合格が発表され、4月7日、デビューステージを踏んだ。2022年5月に発表されたアサヒ芸能「2022現役AV女優SEXY総選挙」で第29位。
同年7月27日、サブスク解禁曲「うららか（2022Version）」をリリースした。
2023年5月に発表されたアサヒ芸能「2023現役AV女優SEXY総選挙」第27位。

## 人物
- 趣味は映画鑑賞。ヴィーガンであり[1]、自身のYouTubeチャンネルでもヴィーガン食の料理動画を公開している。
- AV好きでオナニストを自称しているが[4]、当初は恥ずかしさから自分の作品はサンプル動画くらいしか見れなかった[4]。ただし2021年8月時点では、思い出しオナニーのために購入していると発言している[17]、おかずのために仕事に挑んでいる感覚だという[18]。2024年時点では自慰行為について、休みの日に家にいたらウーマナイザーと賢者タイムの繰り返しで「なんでやめられないんだろう」と語っている。なお初オナニーは、小学校3年生[19]。
- 初体験は高校1年生[18]。オナニーがこんなに気持ちいいなら2人ならどれだけ気持ちいいのだろうと思ったが、感想は「ビミョー」[18]。遊び人を目指したこともあるが、やっぱりオナニーが好きだと再認識しただけであった[18]。この感覚はAVデビューしたのちも変わらず、人肌やキスやハグは好きだが、セックス自体は好んでいない[18]。AVに関してはデビュー作でセックスにちゃんと向き合えたことで、誰とやってもピンとこなかった良さを知ることができ、以降は仕事として楽しんでいる感覚だという[18]。
- 性器・肛門周囲を含め陰毛が（下着からはみ出すほど）濃く長いのが特徴。パイパンにしたりそれらの部位の陰毛を処理する女優が多い中、敢えて陰毛を伸ばしたままにして自分の個性としており（濃い陰毛をフィーチャーした作品も多数ある）、陰毛が濃い女性が好きな男性からの人気を獲得する事に成功した。
- アサヒ芸能編集部はパイパン全盛の2022年に、毛の逞しさ、密度、面積の3点を保ったことを改めて評価し、「アサ芸AV大賞2022・ドスケベBODY部門脱いだら剛毛賞」に指名した[20]。
- 男女問わず乳首が好きで、乳首責めには並々ならぬこだわりを持つ[21]。
- 演技力の評価も高く、2022年には主演映画が公開。本業ではデビュー時は童顔で小柄なことから制服少女(ブレザーとブラウスと吊りスカートの組み合わせ等)を演じることが多かったが、2023年以降、人妻を演じることもあり「オールマイティ―女優」と評される[22]。

## 作品
◎はBD版発売作品。

### アダルトDVD / BD
- この笑顔、反則。 新人19歳 性欲強め農大美少女 AVデビュー（1月13日、MOODYZ）
- 性欲旺盛 19歳の初体験♪ 花音うらら はじめてのナマ中出し（1月25日、kawaii*）
- 彼女の妹に愛されすぎてこっそり子作り性活♡（3月25日、本中）
- 若妻不妊治療NTR。 婦人科医に着床するまで中出しされて。（3月25日、ダスッ!）
- 愛しのヤモリ先生 制服美少女と中年教師の変態的ベロキス中出し性交（4月19日、エムズビデオグループ）
- 気持ち良すぎて思わず叫んじゃう ごめんなさいGスポット ずーっと腰振り回し続けるイクイク騎乗位中出し（4月25日、本中）
- すぐそばに彼女がいるのに美乳を密着させて誘惑してくる 文系妹はささやき淫語痴女（5月1日、Fitch）
- 彼女が四日間 家族と旅行に行ってる間、幼馴染と夢中でヤリまくった（5月7日、BeFree）
- 最高級 美少女 中出しソープ（5月8日、アイエナジー）
- ★超陰毛 148cm青春学生★ 綿パンからハミでる特盛アンダーヘアの無邪気で変態な制服美少女と貪り戯れSEX（5月13日、オーロラプロジェクト・アネックス）
- 彼女が3日間家族旅行で家を空けるというので、彼女の友達と3日間ハメまくった記録(仮) 七瀬ひな 花音うらら（5月13日、アリスJAPAN）
- 姉の挑発を真に受けた童貞弟がイッてるのに気づかず爆走ピストン（5月13日、MOODYZ）
- 私、実は夫の上司に犯され続けてます…（5月13日、溜池ゴロー）
- 観察47日。 家出を助ける優しい泊め男。（5月13日、ダスッ!）※「うらら」名義
- 「私のパンチラ見たいんでしょ?」 清楚な顔した新しい娘が挑発おねだり即ハメ!母に隠れて憧れの義父チ○ポでイキ乱れ!何度も中出しを求めた! 3（5月15日、V&R PRODUCE）
- 桃色かぞくVOL.15 “実の娘と円光„しています。でも娘は私に無関心です。（5月21日、SODクリエイト）
- びっしりと剛毛が生い茂る肉棒狂いの天然美少女と顔射ぶちまけ濃厚セックス（5月25日、オーロラプロジェクト・アネックス）
- 純潔ロリィタと性交（5月29日、ドリームチケット）[23]
- ここなら絶対バレないよ。 ねぇ先生、エッチしよ♡（6月12日、ヒメゴト）
- 媚薬を飲んだニーハイ制服女子が絶対に離れられないカニバサミクンニホールドで仰け反り絶頂!逃げ切れぬ義父をがっちり抑えつけ中出し懇願!（6月12日、V&R PRODUCE）
- 私、引きこもりの同級生とその家族の人たちに輪姦される毎日です…今日も怖い人たちの精液で体中を汚されてます‥‥（6月13日、オーロラプロジェクト・アネックス）
- オヤジのハメ撮りドキュメント ねっとり濃厚に貪り尽くす体液ドロドロ汗だく性交（6月13日、Fitch）
- ふ●さと納税の返礼品はまさかの女の子!? 「好きにしていいよ」との事なので、たっぷり膣内に追加納税させていただきました!!（6月19日、DOC）
- 令嬢調教 懐妊までの地獄の30日間（6月25日、オーロラプロジェクト・アネックス）
- お兄ちゃんのチ●ポより、やっぱりお父さんのチ●ポが大好き♡ 近親相姦NTR（6月26日、TMA）
- 完ナマSTYLE @うらら #もっさり剛毛円光JD #奥好き #生好き #合法ロ● #クラスで1番 #清楚ビッチ #生ハメ3P（6月27日、FIRST STAR）
- 「えっ!今、中に出したでしょ?」 早漏をゴマかす暴発後の延長ピストンで抜かずの追撃中出し!! 花音うらら（7月1日、ワンズファクトリー）◎
- 五年前に別れた元彼と再会した夏。私はその日から、婚約者に隠れて元彼と会うようになってしまいました。 花音うらら（7月7日、アタッカーズ）[24]
- 円女交際 中出しoK18歳 SSS級生イキドM娘（7月7日、パコパコ団とゆかいな仲間たち/妄想族）
- 家賃滞納の身代わりに大家の息子達の性教育家庭教師をさせられた三姉妹 丘えりな 井川ののか 花音うらら（7月9日、サディスティックヴィレッジ）
- ヲタクな妹の性欲が異常で困っています… 妹をからかったら猛烈に性的いたずらされました…（7月9日、ひよこ）
- 妹の子供になりたい… 事あるごとに授乳してくれる母性ある妹。（7月13日、ダスッ!）
- 裏切りの卒業旅行 親友に騙されて拘束・輪姦・緊縛・羞恥プレイで快感堕ちした女子大生（7月23日、グローリークエスト）
- イケメンAV男優の凄テク我慢できたら100万円! イったら即ハメ高速ピストンで容赦なく生中出し! 街中の女子大生が初体験の超快感にエビ反り悶絶! 開始早々我慢の限界で涎ダラダラあそこもびっしょりで「もう普通のSEXできないかも…」 新しい扉開いちゃったSP（7月24日、赤面女子）
- 家族(妻と娘)が家を空けた2日間、エッチに興味を持ち出した姪っ子2人とハメまくった記録 永瀬ゆい 花音うらら（7月25日、kawaii*）
- あの日、大学の飲み会が中出し輪姦サークルに変わった。 〜新歓合宿編〜（7月25日、本中）
- 気持ちイイことがやめられない オナニー中毒女子 剛毛マ○コ激イカせ3P（7月25日、あんず/妄想族）※「あや」名義
- 突然の大雨で帰宅難民になった彼女の妹と朝まで…（8月1日、MOODYZ）[25]
- 母の再婚相手に妹が犯されているのを見てクズ勃起。（8月1日、MOODYZ）
- 「もうイッてるってばぁ!」状態で何度も中出し!（8月1日、ワンズファクトリー）
- サエない俺に同情した女子校生の妹に「擦りつけるだけだよ」という約束で素股してもらっていたら互いに気持ち良すぎてマ○コはグッショリ!でヌルっと生挿入!「え!?入ってる?」でもどうにも止まらなくて中出し! 8（8月13日、アイエナジー）
- 素人女子大生限定! パンティ素股でカチカチち●ぽがアソコに擦れて赤面発情! クロッチは恥ずかし汁まみれ!そのまま生で擦り合わせて、ヌルヌルワレメに結局つるんっと入って生中出し!! 赤面女子2周年記念 特別編 10人収録10時間撮り下ろし（8月14日、赤面女子）
- 挑発! ナマイキ娘のパンチラ足コキ 3（8月20日、グローリークエスト）
- 引っ越し先は中年地獄―。 種付け代行町内会（8月25日、マドンナ）
- 山奥輪姦キャンプNTR 泥酔した彼女がサークルの男達に中出しされまくっていた衝撃映像（8月25日、本中）
- 小悪魔的、絶対領域少女。 〜3シチュエーションでM男たちをたっぷり骨ヌキ射精させる痴娘うらら〜（8月25日、SEX Agent/妄想族）
- 完全撮り下ろし!アナタを挑発しながらディルドオナニーを見せつける女たち… ガニ股で下品に腰振る発情オマ○コをご覧ください 3（8月25日、セレブの友）
- 駅弁中出しJ○痴漢 4 学校内で空中絶頂しまくりSP 〜図書館、教室、トイレ、体育倉庫〜 総勢12名総集編付き2枚組 豪華版（8月27日、ナチュラルハイ）
- むちむちデカ尻 神ブルマ ロリ美少女やぽっちゃり娘にピチピチブルマ&体操着を着せ、ハミパン、ムレムレワレメを毛穴まで見えるほどの超ドアップ接写!さらに尻コキ、着衣お漏らし放尿やブルマぶっかけ、生中出し等ブルマ好きに送る完全着衣フェチAV（8月27日、親父の個撮）
- 美少女 M女育成 輪姦倶楽部（8月28日、I.B.WORKS）
- 絶対領域ノーパン挑発! 小悪魔ニーハイ少女のマンチラ誘惑にKO勃起（9月1日、MOODYZ）
- SUKESUKE 33 水着円光（9月4日、SUKESUKE）
- 君のあなるにお邪魔します♡ 〜とってもドライに射精する初心者限定お尻訪問〜（9月4日、ドリームチケット）[26]
- おじいちゃん、中に出さないで!（9月7日、アタッカーズ）[26]
- エッチ大好きスケボー女子・うららちゃんの可愛い顔にザーメンぶっかけ!剛毛マ○コに生中出し!!（9月13日、アポロ/妄想族）
- ザ・マジックミラー特別編! 禁断の近親相姦MM号 マジックミラーの向こうには再婚したての母親! 女子○校生の娘と新しいお父さんが2人っきりの密室で初めての素股に挑戦! クリトリスとチ○ポを擦り合わせた父娘はそのままヌルッと挿入してしまうのか!?まさかの連続中出しスペシャル! in池袋 （9月19日、DEEP'S）
- 究極の妄想お仕事シリーズ ディープキス歯科クリニック 3 花音うらら先生のキス地獄SP（9月24日、ROCKET）
- 僕を好きな元カノの後輩 負けず嫌いな幼馴染の元カノ ドエロい田舎帰省1泊2日。 一線を越えた二人の誘惑に乗っかりハーレム状態で中出しされ続けた僕。 花音うらら 枢木あおい（9月25日、本中）
- 黒パンストの下半身が卑猥にクネるオナニー快楽 3（9月25日、セレブの友）
- 「新・侵入者」（9月25日、NAGIRA）
- 「今年の水着、見せてもらえませんか?」 素人女子の自宅に訪問してトレンド調査! ビーチにいるより身も心も開放的になった美少女たちの感度は最高潮! サンオイルをたっぷり塗りたくるついでにデカチンを擦り付け、電マで鬼責めすればマ○コもトロトロに! ひと夏の思い出の前に、初生中出しセックスで一足先にエッチな経験しちゃいましたスペシャル!（9月25日、赤面女子）
- 鬼畜父の性玩具 彼氏との仲を引き裂かれた制服美少女（10月1日、プラネットプラス）
- 花火大会NTR 〜両想いの同級生とチャラ男の略奪中出し映像〜（10月7日、PREMIUM）
- 新 放課後美少女 回春リフレクソロジー+ Vol.037 花音うらら（10月9日、宇宙企画）
- 彼女がアイドル活動をしてるのは僕と彼女だけの秘密だったんだけど、変態キモ教師に知られてしまって…（10月19日、かぐや姫Pt/妄想族）
- 育ち盛りの姪っ子の誘惑 小さなワレメへ腰を振る事だけに没頭した 二人だけの7日間。（10月19日、ROYAL）
- 相互禁欲 絶対にセックスしてはいけない教え子と相思相愛の寸止め2cm性交（11月1日、MOODYZ）
- 親の隙を見て誘惑してくる姉とドキドキ中出し（11月1日、ワンズファクトリー）
- お互いのイキ顔を見ながらSEX漬けにされる剛毛姉妹孕ませ調教 花音うらら 奏音かのん（11月1日、Fitch）
- 青春! ブルマー 花音うらら（11月13日、ミル）
- びっしりもっさりマン毛美少女の下品な馬乗りセックス 花音うらら（11月19日、ドグマ）
- 乳首コリちゅぱ小悪魔ロリびっち ほれほれ? こ～んなにビンビンに勃起させて淫乱乳首だこと 花音うらら（11月19日、エムズビデオグループ）
- 担任の先生と私の秘密のラブラブ結婚生活 花音うらら（12月1日、プラネットプラス）
- ヴィーガン小悪魔、はみ出るマ○毛でナチュラルSEX 花音うら（12月1日、S-Cute）
- おもらし敏感ロ●ッ娘性感エステ（12月10日、アイエナジー）
- お尻大好きしょう太くんのHなイタズラ 花音うらら（12月7日、グローリークエスト）
- ある日突然家に住み着いたオヤジに犯●れることが私の日常になりました 花音うらら（12月11日、REAL）
- あの日からずっと…。 緊縛調教中出しされる制服美少女 花音うらら（12月13日、無垢）

- 私はあなたの奴隷です… どんな命令でも従います… 奴隷調教で変態覚醒 花音うらら（1月21日、グローリークエスト）
- 濡れてテカってピッタリ密着 神スク水 花音うらら 可愛い女子のスクール水着姿をじっとりと堪能! 着替え盗撮から始まり貧乳から巨乳にパイパン、ハミ毛、ジョリワキ等のフェチ接写やローションソーププレイやスク水ぶっかけ等を完全着衣で楽しむAV（2月11日、親父の個撮）
- 汁化粧 すっぴんの私でも愛してくれますか? 花音うらら（2月25日、滝山ポリエステル/妄想族）
- 午前10時 学校どうしたの… うらら（2月27日、ビッグモーカル）
- もういるだけでめちゃ楽しい女の子! テンション高くてリアクション大きい彼女が絶倫チ●ポでメスにされちゃった…（3月25日、ブロッコリー/妄想族）
- 美少女中出し淫行 花音うらら（4月6日、K-Tribe）
- 剛毛おま○こ制服美少女 花音うらら（5月1日、OFFICE K’S）
- 顔面騎乗ぶっかけ放尿（5月7日、犬/妄想族）※複数共演作
- 花音うららBEST8時間 剛毛ナチュラル美少女のMOODYZ出演作品15本番26発射（5月13日、MOODYZ）※女優ベスト
- エロリなブラコンいもうとの誘惑中出しセックス 花音うらら（6月15日、K-Tribe）
- 黒髪清楚系ビッチと温泉肉姦旅行 花音うらら（7月13日、宇宙企画）
- 花音うららぜ～んぶ中出し! どぴゅっと8時間BEST（7月25日、本中）※女優ベスト
- ロ●専科 「私、お兄ちゃんの友達にヤラれ…まさか実の兄にまで犯●れるなんて…」最高に可愛い妹 うらら 花音うらら（8月5日、GLAY'z）
- 露出狂ロ●ータが、野外で痴女ってきた 花音うらら（8月7日、山と空/妄想族）
- 長髪射 花音うらら（8月12日、RADIX）
- 金髪ギャルなのに童貞に超優しい! 可愛い容姿から想像もつかない剛毛マ●コに見た目と裏腹の性格で水着にエロコスで射精のお手伝いw 花音うらら（8月19日、FOCUS/妄想族）
- 幼い頃に結婚する約束をした両想いの幼馴染が、ぽっと出の家庭教師の男に寝取られた話 花音うらら（8月19日、かぐや姫Pt/妄想族）
- 制服美少女自画撮り投稿オナニー（8月19日、姦乱者/妄想族）
- ひよこメモリーズvol.4 ～ひよこ3周年! 大大大容量24作品! さらに【完全撮りおろし】むかつく上司の最愛の一人娘にデートレ○プドラッグ!（白桃はな）ひよこ女子総勢36名出演!～（9月9日、ひよこ）
- 羞恥男女が体の違いを全裸になって学習する質の高い授業を実践する共学高校の保健体育6 のあういか 冨安れおな 夜空あみ 花音うらら（11月11日、サディスティックヴィレッジ ）
- 放課後ラブホで生徒三人に痴女られ囲まれ、挟まれ、中出しさせられた担任教師の僕。 工藤ララ 花音うらら 永野いち夏（11月23日、痴女ヘブン）◎
- 家出少女とオジサンの小さな恋の物語（12月1日、プラネットプラス）
- 黒髪清楚系剛毛美女 密着いちゃラブSEX 花音うらら（12月16日、MAXING）
- 羞恥! ジェンダーダイバーシティ推進校 本年度より毎週月曜日は、全裸登校日とする 2021年2学期特別編 白川ゆず 仲村りお 花音うらら（12月23日、サディスティックヴィレッジ）

- 唾液ベロキス乳首舐めシックスナイン（1月25日、SEX Agent/妄想族）
- 先輩に恋愛相談したら子作りセックスを教え込まれた! 花音うらら（2月5日、プラネットプラス/アンビバレンツ）
- お金欲しさに軽い気持ちで臨んだ初めてのパパ活。女子大生うらら case.2 花音うらら（2月16日、MAXNG）
- 女子のイキ顔を堪能するバーチャルクンニ（2月22日、SEX Agent/妄想族）
- 美尻・巨尻美女の激イキ杭打ちピストンディルドオナニー (2)（3月1日、OFFICE K’S）
- 親の再婚で突然できた可愛い義妹の誘惑に動揺して勃起した僕は… 花音うらら（3月16日、MAXNG）
- 死ぬまでずっと乳首をイジられたい、乳首だけでイキ狂う変態性癖女 花音うらら（4月1日、OFFICE K’S）
- 制服女子の放課後… 大嫌いな親父の目の前で、これから汚いおじさんに犯●れます。花音うらら（4月19日、FOCUS/妄想族）
- 純朴美少女との愛液飛び散る変態お泊りセックス 花音うらら（5月10日、オーロラ・プロジェクト）
- 美女の足裏をふやけるまで舐めたい! 花音うらら（5月12日、RADIX）
- 童貞を探し出して逆ナンパ筆おろしハーレム逆3P 森日向子 花音うらら（5月17日、MOODYZ）
- マングリポーズのお尻の穴の収縮とシワの本数までバッチリ分かるアナルひくひくオナニー 2（5月24日、アロマ企画）
- 剛毛穴姉妹 強制種付け 「やめて… こんな人たちの子供なんて孕みたくないの…」 花音うらら もなみ鈴（6月28日、オーロラプロジェクト・アネックス）
- このメガチ○ポ超ヤバいぃ! 黒人解禁ワールドFUCK! 人生最大のデカマラがポルチオ直撃 パワーピストン中出し大痙攣! 花音うらら（7月5日、ワンズファクトリー）
- ハミ毛羞恥J○痴漢 ～処理してない剛毛をイジられ羞恥濡れした真面目女子は挿入を拒めない～（10月20日、ナチュラルハイ）
- キスの練習をする姪っ子たちに濃厚ベロキスの良さを教えてあげてなし崩しで唾液まみれの接吻3P（10月20日、ナチュラルハイ）
- 素人ナンパでセンズリ鑑賞14 見るだけでいいんです! だからちょっと僕のチ●ポ見てもらえませんか?（11月1日、かぐや姫Pt/妄想族）
- 剛毛オマ○コ舐められJD ～flavors × マジックミラー便コラボ企画～ またがり顔面騎乗クンニで毛深いケツ穴オマ○コの匂いを嗅がれ舐めほじられ大発情イキ! 白濁マン汁まみれになったボーボー未処理マ○コに生ハメされると陰毛しゃぶられSEXでおねだり中出し!（12月20日、DEEP'S）

- 呼べばボクのチ○ポを三つ巴で争奪する都合のいいハーレムセフレ3姉妹に何度も中出し 花狩まい 天馬ゆい 花音うらら（1月3日、kawaii*）
- 【催眠サークル記録映像】ド田舎の温泉宿にやってきた清純修学旅行生を催眠術で人格操作!マ●コの感度をアップさせてただのチ●ポ好き少女にフルモデルチェンジ! 花音うらら もなみ鈴（2月9日、SODクリエイト）
- 超ラッキー! 登校拒否のボクがいじめっ子クラスメイト女子たちと数珠繋ぎSEX! ヤバいと思った女子はボクが許すまで何度でも好き勝手抱かせてくれました! 女子ばかりの学校に入学したらモテるかとおもったらイジメられた! 耐え切れず登校拒否したら学校にバレるのを恐れたいじめっこクラスメイト女子が次々にボクの家へやって来て数珠繋ぎで謝罪中出しFUCK!（2月28日、Hunter）
- 花音うららのどっちがお好き? 制服タイツ OLストッキング（3月7日、S-Cute）
- 年頃だけど化粧っ気なしのナチュかわ優等生。恋愛やおしゃれに興味うすだが、エロ好奇心は人一倍「恥ずかしいのに、抑えられない…。」生徒会長は真性露出狂 花音うらら（3月21日、山と空/妄想族）
- MGC ACT.2 MAX GIRLS COLLECTION 2023（4月4日、MAX-A）
- 『お兄ちゃん黙っててくれるならイイことしてあげる…』 新しく出来た義父にぞっこんラブの妹が義父を誘惑してセックスしているのを見てしまった… 母を思うと黙ってられないが…。妹はボクの部屋へやってきて口止めをするためボクのチ○ポに手を伸ばし強引なフェラチオや誘惑にいつしかボクも興奮がとまらず…。（4月11日、Hunter）
- 働く妻 出張先で犯された 5 花音うらら（4月25日、ながえSTYLE）
- 花音うらら 2枚組ハイパーベスト6時間05分（5月9日、セレブの友）※単体ベスト
- 母娘緊縛 親子丼調教 波多野結衣 花音うらら（5月16日、グローリークエスト）
- マジックミラー号ハードボイルド 1cm 1万円のギリギリディルドチャレンジ! 先っちょだけ… のつもりが極太ディルドに性欲を刺激され思わず膣奥までズボっと挿入! そしておま○こを押し広げられる人生初の快楽に発情腰ふり潮! 潮! 5（5月25日、サディスティックヴィレッジ）
- 優等生J系は、露出狂ド変態♡ 放課後の露出趣味が通行人に見つかり写真を撮られるうちに興奮しちゃったJ系は…（6月6日、FunCity/妄想族）
- セックスしないと降りられないバス（6月22日、ナチュラルハイ）
- 生中痴漢集団6 女子○生SP（7月6日、ナチュラルハイ）
- かわいい嫁の白き肉体 お義父さんにおしおきされて‥ 2 花音うらら（8月8日、ながえSTYLE）
- 激カワ女子校生が挑戦! じっくりち○ぽをデッサンしてもらえませんか!?（8月10日、アイエナジー）
- まるっと! 花音うらら（9月5日、プラネットプラス）※単体ベスト
- クズ教師に狙われた○女達 イラマ調教・肉便器性奴隷・W完堕ち中出し…（9月8日、ハラスメント）
- デカチン制裁! 塩対応パ●活超生意気娘を徹底的に理解らせた バックの途中でコンドームポイ! 何度イっても謝っても絶対許さない高速激ピストンで足腰ガクブル完全敗北! 泣きべそイキ!! 3 大人をなめ腐った円光娘4名（9月22日、赤面女子）
- ハナミズキ 原作 ロシナンテ 前日譚「うらぎりベッドルーム」 第一話「最低の女」を同時収録。 栗山莉緒（9月26日、マドンナ）◎ ※主演は栗山莉緒。花音は「水木の妻・花」役で助演。
- 危険日直撃!! 子作りできるソープランド 48 花音うらら（10月12日、Mr.michiru）
- 剛毛ハミ毛が仇になり男たちが襲い掛かる! 押しに弱すぎるヌキ無し高級メンズエステ嬢 花音うらら（11月7日、DEEP'S）
- 清楚で生意気なメスガキ絶対的制服美少女が汚チ●ポに… 媚び媚びご奉仕いたします 01（11月14日、宇宙企画）
- アナルのシワの数までハッキリわかる! ノーモザイク連続絶頂アナル見せオナニー 20（11月23日、アイエナジー）
- 挿入OK!? 美○女回春メンズエステ 花音うらら（12月5日、プラネットプラス/アンビバレンツ）
- 完全主観 汚チ●ポ媚び媚びご奉仕風俗（12月12日、宇宙企画）
- 即ハメOK! 変態裏垢女子発掘! オフパコレポ 毛深い女子好き必見 何でもご奉仕してくれる剛毛オマ●コうららちゃん Vol.04（12月12日、S級素人）

- 妹が友達を連れてウチに泊まりにきた! 両親が居ない間によだれ飲まされ続け、モノの見事にM堕ちメスイキまでさせられてしまった 沙月恵奈 花音うらら（2月6日、グローリークエスト）
- 拘束スローピストンレイプ5 ゆっくり生チ○ポを挿し込み中出しまでの反応を楽しむ鬼畜オヤジに犯された女 増量SP（2月8日、ナチュラルハイ）
- 現役チアガールが挑戦! デカチン素股! いつもみんなに元気を与えてくれるチアガールたちをデカチンで熱烈応援wクリトリスとチ○ポを擦り合わせ恥ずかしさと気持ちよさでヌルッと挿入! そのまま連続生中出し!（2月9日、赤面女子）
- 上京してきた従妹のメスガキ達に精子が果てるまで責め尽くされた 栄川乃亜 花音うらら（2月13日、BALTAN）
- 淫臭ムレムレ女子〇生の馨しい体臭M男イジメ 花音うらら（2月20日、犬/妄想族）
- 中出しマゾ調教 美少女はオジサン専用肉便器 花音うらら（2月20日、プラネットプラス/アンビバレンツ）
- 唾液天国いけない涎あそび 花音うらら（2月22日、RADIX）
- 【なまマンblog...07】恥ずかしい事しましょ! 学生証見せてもらいながら生ハメSEX!（3月27日、First Star）
- 素人娘のドキドキ洗体（4月1日、OFFICE K’S）
- パンチラ誘惑してくる変態女にセンズリ見せつけ返し（4月1日、OFFICE K’S）
- 種付け特化! 素人女子校生限定! 孕ませ中出しナンパ!! 中出し処女のウブなオマ○コに濃厚精子を大量投入! 妊娠確定w 子宮の奥まで届く種付けプレスで中出し!（6月6日、アイエナジー）
- 幼馴染がボクにくれた6枚綴りの『膣たたき券』はチ○ポを膣に出し入れできる夢のチケット! それが初めて見たコンドームでした。6枚使い切ったその後は…（6月11日、Hunter）
- オルチャンメイクJ○痴漢 抵抗しまくる生意気女子が泣きイキするまで弄りまわせ!（6月20日、ナチュラルハイ）
- 彼氏と私の言いなりNTR記録 花音うらら（7月16日、MAXING）
- 童貞とダマされ許してしまった裏オプでガン突きされ何度も中出しされたメンエス嬢 2（7月25日、ナチュラルハイ）
- 定額料金でいつでもどこでもサブスク性交!! この学校では定額料金を支払えば女子生徒全員ところ構わずハメ放題! 3（7月25日、.WorKs/FALENO TUBE）
- 唾液と精子とボールギャグ 3（7月25日、RADIX）
- アナルのシワの数までハッキリわかる! ノーモザイク連続絶頂アナル見せオナニー 27（8月22日、アイエナジー）
- 【完全主観】同じ団地に住む「大人のえっち探検隊」のチビッ子たちにターゲットにされたボク。エロ動画と挿入オナニーで予習バッチリ。（9月24日、Hunter）
- 女体フェチ図鑑 7 完全全裸60人（9月24日、グローリークエスト）
- 未処理のハミ毛パンチラ挑発で近親勃起即ハメさせた兄ち○ぽをムレムレま〇こ膣搾りで何度も中出し射精させる天然剛毛デカ尻J系妹 花音うらら（10月1日、LUNATICS）
- あたシコ欲全開女子! オナペにしてるクラスメイトのエロ自撮りを発見してから僕は彼女のいいなりM奴隷 花音うらら（10月8日、BALTAN）
- 花音うらら BEST Vol.1（10月22日、グローリークエスト）※単体ベスト
- 日焼けあと美少女プール羞恥（10月24日、ナチュラルハイ）
- ヤリマン義妹の脱ぎたてパンツの匂いを嗅いでいるのが見つかって怒られるかと思ったら…「そんなに好きなら直接嗅いでみる?」どこでも顔騎されるようになりました（10月24日、DANDY）
- 美女ばかりが在籍しているという噂のメンズエステ店に行ったら、お姉さんたちのエロすぎる施術にチ●ポが暴発寸前!! しかも「お店には内緒ね」という神展開のささやきで生本番まで出来ちゃった僕!（11月1日、OFFICE K’S）
- ハーレムでヘブン状態!! 視線が気持ち良すぎるセンズリ見せつけ倶楽部 (1)（11月1日、OFFICE K’S）
- 白濁愛液ベットリ!! 素人娘が初めての黒ディルドオナニー (7)（11月1日、OFFICE K’S）
- 働くオンナの淫らなパンスト遊戯（12月1日、OFFICE K’S）
- 恥じらう素人娘たちの生おっぱいモミまくり!! (6)（12月1日、OFFICE K’S）
- 働くオンナの見せつけ挑発ダンス（12月10日、うさぎ/妄想族）
- 『挿れちゃうよ! これで童貞卒業だね』『やっぱり待ってくれ』幼馴染女子がちょいハメ挿入0.1cmでまさかの寸止め空気椅子状態!（12月10日、Hunter）
- 完全撮りおろし! 10代の顔に濃厚精子を大量ぶっかけ! 怒涛の即フェラ顔射ラッシュ! 学生たちの拙くもあざといフェラチオ309分 最高にかわちい素人じぇいけい20名（12月24日、S級素人）

- 美少女捕獲アへとろ肉便器（1月23日、ナチュラルハイ）
- イッた直後の感度100%のおま●こを更にメッタ突き無限ループピストンで絶叫アクメ 花音うらら（2月16日、MAXING）
- 私たち、気持ちいいことに鬼ハマり中。 とある日のオフパコ中出し乱交 かのん こはる こなつ（2月18日、無垢）
- クンニながら学園 勉強中の女子○生たちがマ○コを突如現れる‘顔面’に惜しげもなく押し付けられる学校（2月20日、SODクリエイト）
- 最強属性 67 花音うらら（2月21日、最強属性）
- 素人ヌード撮影会に来たモデルさんに突然オナニーをお願いしてみた!!（2月25日、うさぎ/妄想族）
- 天然剛毛のお漏らし制服少女 花音うらら（3月1日、OFFICE K’S）
- 素人娘 初めての「チ○ポ洗い」アルバイト 7（3月1日、OFFICE K’S）
- 素人娘 初めてのエロ尻ディルドオナニー (5)（3月1日、OFFICE K’S）
- 「君たち仲間だったの?!」 スカートがめくれっぱなしに気づかないパンチラを見ながら隠シコしてたら隣の子にバレて弱みを握られ何度もヤられた（3月20日、DANDY）

### アダルトVR
- 新鮮!とれたて! はじめてのVR ナマ中出し（3月27日、本中）
- お花見新人歓迎会 僕が好きな先輩と僕を好きな後輩ハイテンション奪い合い中出し逆3P 永瀬ゆい 花音うらら（4月24日、本中）
- 性欲ありすぎる年下絶倫美少女19歳♪ ピチピチマ○コに連続8発膣奥射精!!（4月27日、SODクリエイト）
- 3年D組 林さん 学校終わりにラブホ ※思春期の性欲強すぎ（4月30日、SODクリエイト）※「林」名義
- 身長148cmのカノジョに学生時代の制服着せたらムラムラして… スカートまくり上げパンティー観察と超接近する陰毛びっしりアナルと指マン大量潮吹きと超・覆いかぶさり正常位とバックと顔がハミ出さない騎乗位とヨダレ垂れる対面座位【生中出し】（5月31日、アリスJAPAN）
- 清楚で可愛いのにボク以外にもセフレが沢山いる女子大生! 耳元で囁かれるのは「他の男とのSEX報告」!うららの事をボクは大好きなのに…! 鬱勃起中出しVR（6月12日、PREMIUM）
- 僕が入院中の1カ月間、強制禁欲でムラムラ限界の彼女が制欲モンスター化! 超イチャイチャ密着し精子が枯れるまで貪り合った過去最高に気持ち良い再会セックス（6月15日、kawaii*）
- 花魁痴女うららちゃんが【唾液と淫語】であなたを責め尽くす極上の和風俗VR（7月24日、CASANOVA）
- ED治療のはずが逆セクハラ荒療治で持続勃起症に!? 金玉が空っぽになるまで剛毛ナースに連続中出し6連発射精!!（8月13日、kawaii*）
- 都内某オナクラ店のオナサポ制服美少女 〜あなたを絶頂へと導く淫語とヌキテクによる極上センズリナビゲート〜（8月21日、CASANOVA）
- ウー○―イーツ!! お届け先の清楚系美少女がまさかの剛毛チラ見せ濃厚誘惑 初めて会った超剛毛少女に悩殺されて誘われるがままに生ハメ中出ししちゃった ラッキースケベVR!!（8月24日、こあらVR）
- 「前戯はセックスの基本でしょうが!」ブチ切れ姉妹による超接近クンニLESSON! 感度が増した熱々ぐちょマンが最高すぎて6連続中出し 花音うらら 奏音かのん（8月27日、kawaii*）
- 乳首をひたすらにご奉仕してくれる… 僕だけのロリィタメイド（8月28日、ワープエンタテインメント）
- バイト先のこの子を監禁します。（9月1日、RADICAL-KMPVR-）
- 超4KHQ 60fps【ローアングル】ムッチリ美脚を包み込む黒パンスト顔騎オナニー ボリュームたっぷり美女16人（9月3日、こあらVR）
- 「皆には黙っててあげるから、アイツみたいに僕にもヤラせて」って、まだ告白してないだけでたぶん両想いな部活の女子マネに男らしく告白してみた。 花音うらら（10月23日、ワープエンタテインメント）

- 左隣の人妻（つぼみ）と右隣の女子大生（カレシ持ち）とW浮気しているボク!! ある日、部屋で2人がはちあわせてしまい「私に毎日中出しして!」「ワタシとナマでしよ!」とボクのチ○ポを取りあう中出し逆3P VR!! つぼみ 花音うらら（1月20日、MOODYZ）
- 唾液VR（5月14日、CASANOVA）
- 開始即SEX!! ボクがヤリたい美少女とボクとヤリたいギャルに朝までオモチャのように悪ノリ痴女られSEX 花音うらら 栄川乃亜（7月2日、ワンズファクトリー）
- 至近距離でベロキス天使に感覚支配される 接吻特化オナクラ 花音うらら（9月18日、KMPVR-bibi-）
- 地味だった同級生が大学デビューでヤリマン痴女化 久々の帰省。彼女の小悪魔的セックスで完全に殺された夜 花音うらら（9月30日、KMPVR）
- ＃兄妹あるある（妹とのエッチ体験）陰毛はみ出しすぎてる妹を毎日夜這いしてたらエロ衝動を抑えられなくなって近親相姦 花音うらら（12月24日、CASANOVA）
- 究極の焦らし 永久快感 亀頭フェラ（12月28日、KMPVR）

- 花音うららのフェラチオ特化 VR ～怒涛のフェラチオラッシュでドM男のザーメンを大量ごっくん～（1月14日、CASANOVA）
- 排卵日に狙いを定めて即ハメ連続中出し妊活 花音うらら（3月4日、CASANOVA）
- 口内からアナルの皺まで完全観察! 女体観察VR（3月28日、KMPVR）
- 女子校の保健の授業に教材用モデルとして招かれて… チンポをいじくり回される合法露出体験VR 横宮七海 花音うらら 宇佐美玲奈 涼花くるみ 美島由紀 川原りま 宝川莉子（4月7日、SODクリエイト）
- 〈常に耳元でささやいてくれる‘中出し誘惑ささやき’〉飲みサー仲間に誘われてきた、僕の元カノ2人… 酔った勢いでこっそり僕を誘惑してくる!? 密着からのトロけるようなささやき&耳舐めで僕の聴覚を常に刺激してくる2人今カノにバレるかもしれないギリギリな状況… 花音うらら もなみ鈴（4月28日、SODクリエイト）
- 顔面直浴び特化!! 女汁まみれVR 真夏のドS女子生徒編! 教室でスク水J●に潮、唾、尿を顔面に直接浴びせられ、ビショビショになっているのにビンビンに勃起しているボクの変態チ●ポを罵倒されながら責められ、何度も射精させられる! もなみ鈴 花音うらら 百瀬あすか 佐野なつ（8月25日、SODクリエイト）
- 僕と彼女の初エッチを覗き見していた欲求不満でヤリマンなお姉ちゃんが乱入・エロ指導 姉（ヤリマン）と妹（処女）のマ●コで童貞卒業!! 姉妹丼 古川いおり 花音うらら（11月24日、SODクリエイト）

- チ○コも頭もバカになっちゃうってばぁ!! 全身が悦ぶ快楽が止まらない!? 小悪魔ビッチの男潮スプラッシュ!! 花音うらら（1月26日、KMPVR）
- 見た事も無い剛毛を股間に生やした親友の彼女とお互いの欲望を満たし合うハメまくり恋愛相談 花音うらら（2月18日、KMPVR）
- チラリズムVR ～何気ない日常に存在する背徳感～（3月24日、KMPVR）
- はじめての口内射精（4月27日、KMPVR）
- もっと剛毛おま○こ超接写JOI 全員未処理! もじゃもじゃ女子○生の天然マン毛をじっくり見て、舐めて、堪能しながらシコりたい君へ 花音うらら 本田さとみ 結城のの（6月23日、ナチュラルハイ）
- VRでも危険日直撃!! 子作りできるソープランドVR 花音うらら（10月26日、Mr.michiru）
- 3Pしてみたいけど金がない… 好奇心に勝てず激安デリヘルの3Pコースを頼んだら奇跡的すぎる展開に! 花音うらら 栄川乃亜（12月22日、AQUA）

- 暇だから陰キャなクラスメイトの男子をパンチラ見せつけてエッチ誘ってみた 花音うらら（10月4日、AQUA）

### アダルトサイト配信限定
- 可愛さアイドル級! エロさ満点プリ尻娘! ディルドとチ○コの二刀流フェラ! 挿れて欲しくて堪らない→オナニー見せつけ!びしゃびしゃセルフ潮吹き! もうイッてるからぁ! 追撃ピストンの嵐! イッてるそばからイカされる! 完全トランス状態突入! 可愛いお顔に特濃ザーメンぶっかけ! 放心状態→トロ顔お掃除フェラ♪【しろーとLOVETube】（4月19日、しろーとLOVETube）※「うらら」名義
- 野菜もチ○ポも生がお好きどスケベ野菜ソムリエ! 場所を選ばずイキナリ車内フェラ!

恥辱の電マ自慰←バイブぶち込みビクビク悶絶! 浴衣に着替え鏡越し立ちバック→はにかみながら激イキ連発! 大量中出し! 一回だけじゃおさまらない! 愛液滴るぴちゃぴちゃ騎乗位! エロ汁まみれのチ○ポを美味しくいただくお掃除フェラ!（5月2日、プレステージプレミアム）※「かのん」名義
- うらら（5月21日、これすこ。）
- うらら（5月21日、しろうとプライム）
- かのんちゃん (gerk273)（6月21日、ゲリラ）
- うらら（6月23日、#素人 〜はっしゅたぐシロウト〜）
- g623 浦本花音（6月30日、GIRL'S BLUE）
- うらぴ(19)（7月9日、MOON FORCE）
- うらら（7月12日、ときわ映像）
- うらら 2（7月25日、ときわ映像）
- うらら (orec569)（7月31日、俺の素人）
- 【完全主観】超密着濃厚 大人気! 制服足裏リフレ リピート間違い無しNo.1美少女と裏オプSEX 花音うらら（8月7日、ONETIME）
- 「変態なんですね…」 美少女J●が淫語連発!!羞恥と快楽でM男責め!!（8月7日、ふぇち党）
- うらら（8月20日、しろうとあぁん!）
- 某SNSで知り合った農業系の専門学校に通ってる19歳うららちゃん（8月25日、しろうとあぁん!）
- うらら (orec602)（8月31日、俺の素人）
- 【妄想再現ドラマ】舐められたがるセーラー服美少女と濃厚性交 花音うらら（9月11日、ONETIME）
- うらら (orec573)（9月14日、俺の素人）
- うららさん（9月15日、俺の素人）
- うらら先生（9月29日、俺の素人）
- 個撮）チンポ好きのベジタリアン。ワザとじゃないよビックリ顔射!（10月4日、【フェラチオハンター】りょう）
- Urara（10月9日、俺の素人）
- URARA（10月19日、俺の素人）
- 花音さん（10月29日、俺の素人）
- エロかわ女子!! 緊急参戦!! 着エロからの… 即挿入で前戯ナシのいきなりSEX!! 小さいマ○コに濃厚中出し3連続でたぷたぷ溢れる白濁マ○コ!! もうのっけからクライマックスでイキまくりSP!! うらら 19歳 天然美少女の決死のデビュー!?（10月31日、プレステージプレミアム）
- うららちゃん（11月7日、俺の素人）
- 最高級めちゃかわ美少女降臨祭り!! 出会った瞬間テンション爆上げで恋の予感!? イチャラブ希望の濃厚愛撫大好きな天然スケベな彼女に電マで爆振爆イキの感度も最高級な最高ガールに生チン挿入するわ幸せに極み!! 拝啓、美人店員さま 二通目 かのん 19歳 これぞ恋愛脳!? いちゃラブデートからの愛ある濃厚SEX!!（11月7日、プレステージプレミアム）
- 超高嶺の花! 校内顔面偏差値トップクラスのアイドル級J○は、甘ラヴSEXが大好きな性欲旺盛のスケベっ娘! 全身性感帯のあどけないロリボディでおじチンを受け入れるっ! …だけじゃ収まらず、夜●いを仕掛けチ○コを強襲!? 清楚な顔でじゅるじゅる肉棒を啜る!! 【うららちゃん(彼女)とおじさん(彼氏)の特別な一日】（11月22日、しろうとまんまん）
- マジ軟派、初撮。1558 れん 20歳 短大生 新宿で映えスポットを提供していたら引っかかったのは天真爛漫な美少女! グイグイ来られると弱い性格? 流されSEXでイキまくり!（11月24日、ナンパTV）
- AV初体験【もちもち美肌】【埋まりたいふともも】【敏感秒濡れ】ほどよい肉付きと超感度! セックスに最適化されたカラダに前から後ろからぶち込んでがっつり中出し & 顔射! おうぼガール＃007 さくら 19歳 短大生（11月24日、HHH）
- 【今年最後のロリ巨乳】童顔キュートな女子大1年生を彼女としてレンタル! 口説き落として本来禁止のエロ行為までヤリまくった一部始終を完全REC!! ド●ツ村デートを楽しんだ後は、ホテルでいちゃラブ濃厚コスプレSEX!! 幼い顔してむっちり美巨乳!! 美白ボディを紅潮させながらエロ可愛い声で絶頂するティーンエイジャーに、フル勃起&ヌキまくり必至!! 【じゅーだいのウブマ◯コにたっぷり中出し!!】 うららちゃん 19歳 隠れ巨乳なウブかわ女子大生（12月20日、プレステージプレミアム）
- 【配信専用】エチエチすぎる舌技レロレロベロチュー手コキで射精待った無し! 5（12月24日、ふぇち党）
- ラグジュTV 1344 優香 24歳 大学院生 両親に大切に育てられてきた箱入り娘が決意のAV出演! 透き通るような白肌と細身の体を紅潮させながら、卓越した前戯に昇天! 陰毛が生い茂る秘所を濡らしながら美味しそうに男根を味わう! そして溢れる愛液を滴らせ、彼女は大人の階段を駆け上がる!（12月25日、ラグジュTV）

- うらララ（2月12日、御茶ノ水素人研究所）
- カノン（2月19日、素人ホイホイZ）
- 【石原さ●み似】【可愛くてエロい超S級】【濡れ濡れ大洪水体質】【ナチュラル剛毛】【即イキ絶頂体質】石原さ●み似の美少女! 超S級芸能人級カワイ子ちゃん! 顔に似合わず剛毛密林アマゾン! 密林から大量のダラダラ愛蜜! こんな可愛い子がずっと絶頂しっぱなしなんて最高かよ! しろうとちゃん。#005 かのんちゃん 20歳 サラダ屋店員（2月19日、しろうとちゃん。）
- かわいさ神クラス!! 桃尻ガチ美少女JD様の降 & 臨!! 押しに弱いが性欲強いおかわり娘にエロメイド服着せてオジサン棒をねっとり挿入開始!! とろマン&とろアヘ顔のWパンチは… 控え目イって最高です!! 激カワ美少女のガチ逝き記録はこちらでやんす♪_＃被写体希望_＃07 ウラランド・ハーナ 20歳 かわいさ溢れて性欲誘爆のちん●んクライシス級美少女!!（2月20日、プレステージプレミアム）
- 【無限大性欲JD × ●●勃起×中出し5連発】 ボランティアサークルに所属する自然派美少女! だが実態は溢れ出す性欲をセフレとオモチャで解消する異常性欲JD! 野菜型オモチャを咥えて濡らしてガクガク痙攣! ぷるんぷるんオッパイで泡風呂パイズリ! エッチも自然派ゴム無し主義! 射精しても射精しても再び勃起! お互いにイキ乱れる濃厚中出しSEX5連発!! ＜エロい娘限定ヤリマン数珠つなぎ!! ～あなたよりエロい女性を紹介してください～ 77発目＞ かなぴ 20歳 大学生2年生 (ボランティアサークル所属)（2月21日、プレステージプレミアム）
- 【配信専用】最高の搾精美女による手コキ祭 vol.03（2月25日、MAGIC）
- う66（2月26日、御茶ノ水素人研究所）
- ひかる（3月1日、今ドキ女子の性事情）
- うらら (scute1082)（3月6日、S-Cute）
- はな (akyb033)（3月8日、あの娘と今日ヤり部屋で）
- うらら 2 (scute1083)（3月13日、S-Cute）
- 【配信専用】全裸カタログ Vol.5（3月25日、MAGIC）
- U33ちゃん（4月2日、蜃気楼）
- 家まで送ってイイですか? case.173 華美さん 20歳 大学生 【こんな人撮っちゃっていいんですか? SP】 芦○愛菜似のどこでもおもらし、まさに禁止されるとやりたくなる【変態カリギュラ女】登場! ⇒ 犯罪スレスレ! 深夜の露出徘徊などドン引きエピソード多数 ⇒ 神の美尻を持つ。30分間無限バック突きでラリって絶頂。結局サイレントクレイジーイキ ⇒ まるでタ○コの達人! 無限イク連打!! イクって言った後次のイクが… ⇒ 体液撒き散らし、家中冠水! 首絞め、結局「目がイっちゃってる」無限鬼痙攣 ⇒ ダメなことってわかってるけど… やってしまう… 犯罪、ダメ、絶対。（4月2日、ドキュメンTV）
- 無垢な制服女子を緊縛し●●SEXでイカせろ! ＃花音＃18歳（4月5日、HAPPY FISH）
- しゅれん（4月6日、性帝サウザー）
- うらら (orec738)（4月8日、俺の素人-Z-）
- うらら（4月17日、Tokyo247）
- 【配信専用】バレたらまずい! 布団の中でこっそり密着エロプレイ! ♯1（5月13日、ふぇちぽいんと）
- うらか (仮名)（5月24日、高揚）
- 【デリヘル盗撮】即尺 & 足の指からアナルまで全身舐め回す極上舌テク! チ●ポを目の前に愛液ダラダラ垂れ流すドスケベデリ嬢とリピ確SEX! うらら 20歳 童顔美巨乳デリ嬢（5月24日、ドキュメントdeハメハメ）
- 【配信専用】絶対主観!! もはや精子が枯渇寸前! 超気持ちイイッ!! 乳首舐め手コキ #4（6月10日、ふぇちぽいんと）
- S区R子ちゃん（6月13日、素人ムクムク）
- 美少女J●のハリのある肢体を悪徳整体師2人が弄ぶ! 前後から挟み撃ちで膣内&口内を同時ピストンするとビクビク痙攣アクメ連発! 麗 18歳 桃尻美少女J●（6月21日、ドキュメントdeハメハメ）
- マジ軟派、初撮。1654 うらら 20歳 学生 親切でノリのいい金髪白ギャルをナンパ! 顔に似合わず剛毛なドスケベなギャップに興奮必死! 敏感オマ●コは何度も中イキを繰り返し…（6月27日、ナンパTV）
- 【元芸能人】あのジュニアモデルがJ○Kに!? 成長したマ○コでイキまくり交 花音うらら（7月5日、NAGOYAか円光）
- 花音アナ（7月16日、俺の素人-Z-）
- 性欲旺盛なスケベっ娘再び! 素朴であどけない顔とナチュラル未処理陰毛が堪らないJ系のうららちゃんと久々の再会! お台場でのデート中にもムラムラしちゃうドスケベうららちゃんは車の中でオジサンをフェラ抜き!? もっと気持ちいいことをしにホテルへ移動してイチャラブSEX開始! 制服 & スク水姿のうららちゃんに興奮しまくりなオジサンが現役J○相手に2回戦2中出しを決行! ※こちらの作品は345SIMM-557の続編になります【親子ほど年の離れたJ○とおじさんのカップル】（8月1日、しろうとまんまん）
- 【エロ映え乱交フレンズ】めちゃかわ双子コーデ2人組の彼氏交換スワッピングSEX! 彼氏の友達も参戦で5人入り乱れて生ハメまぐわい騒ぎの7射精! 【しろうとハメ撮り＃のんちゃん＃みーちゃん＃18歳＃ご奉仕大好きえちえち美少女2人組】（9月1日、MOON FORCE）
- うらら（10月8日、おっぱいちゃん）
- うらら 2（10月22日、おっぱいちゃん）
- 【キュートガール】【超絶美脚】うららちゃん参上! もじもじ恥ずかしがり屋で猛烈に可愛すぎる!! マジ天使♪ 「おちんぽが食べたいです♪」可愛いフリして頭の中はエッチでいっぱいw 【絶品ボディ】【美脚クビレ】発情MAXのカワイイうさぎちゃんが感じまくり!! 身体を仰け反らせて淫らに絶頂しているエビ反りSEXを見逃すな!!（12月14日、ARA）
- 女子アナ新人デビューSP! 新人女子アナちゃんが感じまくりのイキまくり! マ●コも濡れてヒ～クヒクッ! 完全版（12月31日、パラダイステレビ）

- 【配信専用】気になるあのコはまさかの小悪魔!? 絶対領域からは、逃げられない。【脚フェチ必見】快楽絶頂太ももコキ #2（1月6日、ふぇちぽいんと）
- 女子アナ日本ダービー! 馬並みチンポで感じまくりのイキまくり! マ●コも濡れてヒ～クヒクッ! 完全版（1月14日、パラダイステレビ）
- 可愛い顔してビッシリ剛毛のギャップがエロい保育系専門学生の【ちなちゃん（20）】とホテルで中出し性交（1月17日、まんまんランド）
- 【配信専用】貴方のチ○ポも必ず抜かれる…! 美少女手コキ! <<完全主観>> 5（1月20日、ふぇちぽいんと）
- うららん（2月8日、俺の素人-Z-）
- 女子アナと一緒に「父の日」をお祝い! 父に感謝しつつ乳で感じまくりのイキまくり! マ●コも濡れてヒ～クヒクッ! 完全版（2月11日、パラダイステレビ）
- 【配信専用】悶絶! 寸止めオイル手コキ!! 勝手にイッちゃダメだからねっ? 5（2月17日、ふぇちぽいんと）
- 女子アナ海の家へようこそ! エッチなサービス満点で感じまくりのイキまくり! マ●コも濡れてヒ～クヒクッ! 完全版（3月4日、パラダイステレビ）
- かのん（3月11日、素人ムクムク）
- ららぁ（4月3日、浮遊僧）
- 【彼チ●ポをハメた直後のトロまんを目の前でNTR】公園でのんびりピクニックデート ～自宅でお泊りセックスを盗撮。仲良く眠るカップルに忍び寄り中出しマーキング【パンチラ盗撮/電車痴●/自宅侵入/睡眠姦】Uちゃん（4月4日、しろうとまんまん）
- ちな（4月17日、まんまんランド）
- うらら 3 (scute1220)（4月29日、S-Cute）
- 【ガチ恋必至! 顔面偏差値SSS級の愛嬌のあるイマドキJD】 初対面とは思えないノリの良さ○大はしゃぎのデートからのホテルに連れ込むと即発情! 必死にチ●ポを求めるドスケベ娘に大豹変♪ 色白モチモチ美乳 & プリ尻! ダンスで鍛えた軟体BODY! 突けば突く程ビクビクしながらイキ潮撒き散らす早漏体質! 顔で抜けるッ! 鬼かわ凄テクフェラ! 全てが大優勝の鬼リピ確定! 【t●nderist!!】栞菜 19歳 大学生(栄養学科)（5月22日、Janet）
- 女子アナと一緒にお月見! 満ケツを愛でながら女子アナが感じまくりのイキまくり! マ●コも濡れてヒ～クヒクッ! 完全版（5月27日、パラダイステレビ）
- 女子アナと一緒にハロウィンパーティー! コスプレ姿の女子アナが感じまくりのイキまくり! マ●コも濡れてヒ～クヒクッ! 完全版（6月17日、パラダイステレビ）
- うらら 3（7月29日、おっぱいちゃん）
- うらら 4（7月29日、おっぱいちゃん）
- 【配信専用】ベロチューしっぱなし! 妄想だけじゃ満足できない… J系彼女のイチャラブ手コキ!（8月11日、ふぇちぽいんと）
- うらら 3（8月2日、おっぱいちゃん）
- うらら 4（8月2日、おっぱいちゃん）

- うらら 4 (scute1316)（2月4日、S-Cute）
- うらら 5 (scute1317)（2月4日、S-Cute）
- あかり（3月1日、E★ナンパDX）
- イチャ甘お洒落な専門学生に中出し! 顔射!! 承認欲求高めな未○年とのハメ撮り映像がまさかの流出!! りーな（3月26日、まんまんランド）
- URARA (oreco354)（6月23日、 俺の素人-Z-）
- Tちゃん & Kちゃん (oremo005)（9月3日、俺の素人-Z-）
- U023ちゃん (oremo023)（9月11日、俺の素人-Z-）
- うらら (oretda059)（10月12日、俺の素人）
- うらら (ddh017)（10月29日、ドキュメント de ハメハメ）
- 青色2号ちゃん（11月6日、白昼夢）
- 麗 (ddh019)（11月8日、ドキュメント de ハメハメ）

- 菜食おま●こ肉棒イキ! 【小動物系美少女×むっちり美巨乳】「交流会もあるので出会いもありますよ♪」と謎の環境保全活動への入会を勧めてくるが… SEXも環境保全の一環ですよね! しつこく説得ホテイン成功! すぐにヴィーガン女に肉棒を喉奥まで咥えさせ世直しSTART。ピチピチの肌、顔に似合わずいやらしいメスの匂いが立ち込めるオーガニックま●こ。グチュグチュに光ったマ●コにギンギンの肉棒をブチ込むとビクンビクンに体をくねらせ覚醒イキww 肉食チ●ポに喰われまくって潮まで垂れ流しちゃうメスっぷり。ナチュラル志向の女はどエロかったー。：case25 ミクちゃん 21歳 SDGsマルチ（1月27日、プレステージプレミアム）
- うららちゃん (oreco598)（2月5日、俺の素人-Z-）
- 債務者の娘U (spay373)（3月4日、素人ペイペイ）
- うらら (smuc093)（3月28日、素人ムクムク-夢中-）
- アイドルフェイスに岩海苔のようなモジャマンがたまらない!! 剛毛天使【ちなちゃん(20)】と制服コスプレデート→旅館で中出し2連発の濃厚ハメ撮り（3月28日、黒船）
- かのんちゃん (smub006)（4月3日、素人ムクムク-部活-）
- オホ (dots028)（4月12日、裏垢ドットえす）
- 絵馬 & 花音 (smjh001)（5月22日、素人ムクムク-ハーレム-）
- KANON (smjp025)（6月5日、素人ムクムク-塩PP-）
- かなぴ (jzt075)（6月7日、ぎがdeれいん）
- うららさん (hsg011)（6月12日、女ひとり、一人飲み。）
- かのんさん (smjs028)（6月23日、素人ムクムク-職-）
- ターゲットは応募OLの妹!? 超アイドル顔の可愛さからは想像できない剛毛ま●こがたまらない! アポなし面接なし! 爆潮ハメ! 広告代理店 企画部 花山うららさん (入社1年目)（7月17日、プレステージプレミアム）
- 【おじを虜にするぷりぷり桃尻ボディ】ち●ぽに興味津々ギャップがたまらん純粋スケベ女子登場! きゃぴきゃぴ甘え上手で無邪気なところが最強可愛い! でもエッチになると大豹変! 上目遣いの小悪魔フェラでメロメロ骨抜き! 自ら腰振り痙攣絶頂! 圧倒的美少女とお泊りP活ハメ撮りセックス!! 【性癖、ハメ撮り】【かのん】（8月31日、ハメ録ch）
- 【菜食おま●こイキ潮セックス!】 肉棒大好きヴィーガン女子! 可愛い顔してマン毛も剛毛ナチュラル派! 動物性だけどザーメンはOK! ヘルシー淫獣がストイックに精子を搾り取る! 【即ヤリゲッチュー】【うらら】（9月14日、街角シロウトナンパ）
- うらら (sbth019)（10月8日、素人ビリーバー）
- urara (omsk205)（11月15日、御茶ノ水素人研究所）
- HANA (hhl116)（11月22日、素人ホイホイLOVER）
- ウララ (ttjk075)（12月20日、鉄人2号さん）

- うららちゃん (skho152)（1月5日、シロウト速報）
- こなつ & こはる & うらら@裏垢J (smuw032)（1月5日、素人ムクムク-W-）
- うらら (oread002)（1月29日、俺の素人-Z-）

### 女性向けアダルトビデオ
2022年
- To be continued…? 橘聖人 花音うらら（5月4日、SILK LABO）
- 内緒のバイブレーション 上原千明 花音うらら（5月11日、SILK LABO）
- はじめての夜 及川大智 花音うらら（6月1日、SILK LABO）
- ステップアップ 及川大智 花音うらら（6月8日、SILK LABO）

2024年
- more than friends 1（10月10日、SILK LABO）※配信作品「To be continued…? 橘聖人 花音うらら」を収録したオムニバスDVD作品。

2025年
- 忘れられない夜にしよう。 第3夜（1月9日、SILK LABO）※「ステップアップ 及川大智 花音うらら」を収録したオムニバスDVD作品。
- フルスロットル 保志健斗 花音うらら（1月15日、SILK LABO）
- そのキスを、ずっと待っていた。 木崎凪 花音うらら（1月22日、SILK LABO）
- Spice→Moisture 2（1月22日、SILK LABO）※配信作品「内緒のバイブレーション 上原千明 花音うらら」を収録したオムニバスDVD。

### イメージDVD / BD
2021年
- My Girl 花音うらら（2月5日、ファインピクチャーズ）◎
- 黒髪美少女は純真華憐 花音うらら（4月16日、メディアアーツ）◎
- My Girl 2 花音うらら（11月1日、ファインピクチャーズ）◎
- フラワースマイル 花音うらら（11月26日、Superlative）◎

2022年
- ありのまま、うらら。 花音うらら（7月27日、スパイスビジュアル）

2023年
- Urara 南国のガールフレンド（5月4日、REbecca）◎
- 絶対カノジョ 花音うらら（9月15日、メディアブランド）◎

2024年
- Girl Friend 花音うらら（5月17日、ファインピクチャーズ）◎

### 写真集
- はなのおと（2021年11月25日、ジーウォーク、撮影：篠原潔 ）ISBN 978-4-86717-254-4
- らぶぱら 花音うらら写真集（2023年2月24日、竹書房、撮影：富田恭透）ISBN 978-4-8019-3445-0

### ポーズ集
- スーパー・ポーズブック スペシャル・ヌードポーズ集 花音うらら（2021年1月26日、コスミック出版 撮影：KANJI）ISBN 978-4-7747-9224-8 [27]

### デジタル写真集
2021年
- My Girl デジタル写真集 花音うらら（3月3日、ファインピクチャーズ、撮影：SHOOTING STAR）
- 夏麗【グラビア写真集】（7月23日、プレステージ出版、撮影：富田恭透）
- 夏麗【ヌード写真集】（7月23日、プレステージ出版、撮影：富田恭透）
- 青春＃アオハル【グラビア写真集】花音うらら（10月22日、プレステージ出版、撮影：C:TAKERU）
- 青春＃アオハル【ヌード写真集】（10月22日、プレステージ出版、撮影：C:TAKERU）※特典映像付き
- My Girl デジタル写真集 花音うらら 2（11月8日、ファインピクチャーズ、撮影：SHOOTING STAR）

2022年
- 絶対的スーパーナチュラルポーズブック 花音うらら（1月28日、プレステージ出版、撮影：C:TAKERU）
- LOVEPOP デラックス 花音うらら 001（2月25日、PAD）
- 絶対的透け透けテカテカポーズブック 花音うらら（3月11日、プレステージ出版、撮影：C:TAKERU）
- れいむ 花音うらら vol.01～vol.08（3月18日、ジーウォーク、撮影：篠原潔）
- ピュア ラブ 花音うらら（3月23日、徳間書店、撮影：SATOSHI）
- LOVEPOP デラックス 花音うらら 002（3月25日、PAD）
- LOVEPOP デラックス 花音うらら 003（5月6日、PAD）
- 絶対的スポーツポーズ集 花音うらら（6月3日、プレステージ出版、撮影：C:TAKERU）
- みんなあつまれ MOODYZキャンペーン2022 Special Photo Book（11月4日、FANZA BEAUTY COLLECTION）

2023年
- beautiful world. 花音うらら もなみ鈴（9月29日、プレステージ出版、撮影：猿山秀人）
- 絶対カノジョ! 花音うらら（12月2日、メディアブランド）

2024年
- 花音うらら撮り下ろしBEST PREMIUM EXCLUSIVE CUT vol.01【グラビア写真集】（8月9日、プレステージ出版）※未公開カットを収録した作品集。
- 花音うらら撮り下ろしBEST PREMIUM EXCLUSIVE CUT vol.01【ヌード写真集】（8月9日、プレステージ出版）※未公開カットを収録した作品集。
- DokkiriQueen 花音うらら（8月15日、シーガル）
- 絶対的プロレス技ポーズブック 【グラビアポーズ写真集】 花音うらら / もなみ鈴（9月13日、プレステージ出版、撮影：潤）
- 絶対的プロレス技ポーズブック 【ヌードポーズ写真集】 花音うらら / もなみ鈴（9月13日、プレステージ出版、撮影：潤）
- DokkiriQueen 花音うらら B（12月5日、シーガル）
- 花音うらら 蠱惑的なカノジョ vol.1 週刊現代デジタル写真集【プレミアムヌードシリーズ】（12月20日、講談社、撮影：吉場正和）
- 花音うらら 蠱惑的なカノジョ vol.2 週刊現代デジタル写真集【プレミアムヌードシリーズ】（12月20日、講談社、撮影：吉場正和）
- 花音うらら 蠱惑的なカノジョ vol.3 大増量100P超 週刊現代デジタル写真集【プレミアムヌードシリーズ】（12月20日、講談社、撮影：吉場正和）

2025年
- 絶対的48手ポーズブック 花音うらら / もなみ鈴（1月3日、プレステージ出版、撮影：潤）

### 雑誌
- 月刊FANZA 2020年11月号（ジーオーティー）- 「人気女優NOW」
- 実話BUNKA超タブー 2021年10月号（コアマガジン）- 袋とじ「花音うらら ロリ女優の匂い立つ剛毛ヘアヌード」
- 実話BUNKA超タブー 2022年3月号（コアマガジン）- 本人解説袋とじ「花音うらら 本人が教える緊縛調教AVのヌキどころ」

### 音楽作品

#### 配信
- うららか（2021年8月4日）オトトイとレコチョク限定配信
- うららか（2022Version）（2022年7月27日）[15][28]

#### 楽曲参加
- 西中島きなこ「ペトリコールfeat.花音うらら（2022年8月17日、BINKAN）ゲストボーカル[29]

## 製品

### アダルトグッズ
オナホール
- イイオンナ、ヤリ放題。花音うらら（2022年1月20日、JAPAN-TOYZ）

## 出演

### 映画
- 性鬼人間第三号 ～異次元の快楽～（2020年12月4日、オーピー映画） ‐ 星野ユイ 役
- ママと私 とろけモードで感じちゃう（2022年4月8日、オーピー映画） ‐ エリカ 役
- パーフェクト・キス 濡らしてプレイバック（2023年6月、オーピー映画） ‐ 山岸小百合 役[30]
- ふきげんな姉妹（2023年11月26日、オーピー映画） - 丸山愛子 役[31]

### オリジナルビデオ
- セクシータイム・リバース（2021年3月3日配信開始 / 4月、竹書房発売） ‐ 舞 役[32]

### テレビ
- ビ～チ9（2020年11月、テレビ埼玉） - マンスリーゲスト
- みひろのギリコン（2020年11月26日、刺激ストロングチャンネル）
- パラダイステレビ女子アナウンサー新人デビューSP（2021年4月22日、パラダイステレビ）[33]
- 女子アナと一緒に「父の日」をお祝い! 父に感謝しつつ乳で感じまくりのイキまくり! マ●コも濡れてヒ〜クヒクッ!（2021年6月24日、パラダイステレビ）[34]
- 女子アナ海の家へようこそ! エッチなサービス満点で感じまくりのイキまくり! マ●コも濡れてヒ～クヒクッ!（2021年7月22日、パラダイステレビ）[35]
- ライフTV（2021年11月16日 - 、エンタ!959）
- パラダイステレビ・涙の女子アナ卒業式（2022年3月24日、パラダイステレビ）[36]

### ウェブテレビ
- 大島てる編集長の月刊事故物件６（2021年10月15日、ニコニコ生放送）アシスタントMC
- ロンドンハーツABEMA特別編（2022年5月31日、ABEMA）アンケート協力[37]
- ニューヨーク恋愛市場（2022年6月21日、ABEMA）バーレスク東京の一員として

### ラジオ
- トイズハート放送局（2025年3月8日、ラジオ関西）[38]

### ウェブラジオ
- 大人のイジリー学（2023年7月6日、7月13日、AuDee）

### イベント
- もなみんとうららんの秘密の部屋vol.1（2021年8月14日、レフカダ新宿）[12]
  - vol.2（2021年9月26日、レフカダ新宿）[39]
  - vol.3（2021年10月24日、レフカダ新宿）
  - vol.9（2022年5月8日、レフカダ新宿）[40]

### ライブ
- LADY MADONNA vol.13（2021年7月8日、東京・青山RizM）[41]
- LADY MADONNA -拡大版-（2021年11月25日、神奈川・川崎CLUB CITTA'）[42]